# Papamòbil

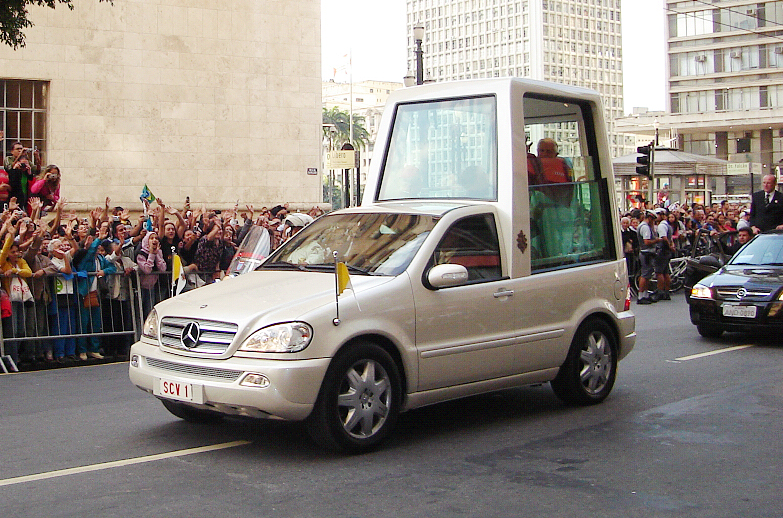
Papamòbil

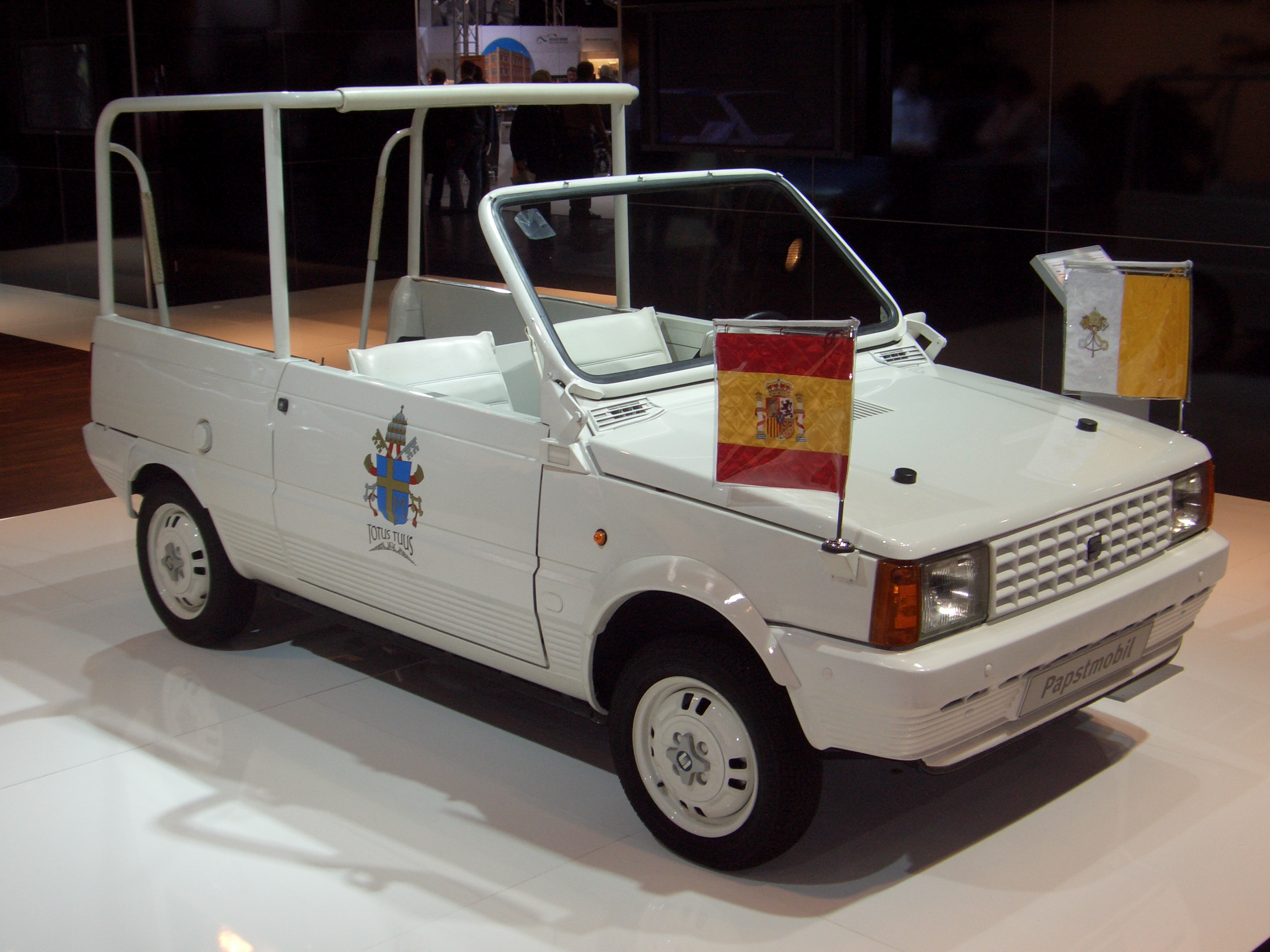
El 1982 el Papa va visitar Barcelona en aquest papamòbil Seat fabricat a Catalunya

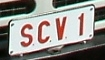
Matrícula del papamòbil

Un papamòbil és un automòbil especial en el qual el Papa de Roma fa les seves visites oficials. Es tracta d'un vehicle de color blanc modificat a la part posterior perquè el Papa pugui anar dret i saludar. Han existit diversos models, des de l'atemptat contra el Papa Joan Pau II, el 1981, els papamòbils cobreixen el petit habitacle on viatja el Papa amb vidres blindats. El 2010 usa un Mercedes-Benz Classe ML.
Aquest vehicle es trasllada des del Vaticà en avió militar. Per exemple, a la visita papal a Barcelona en 2010, el papamòbil va arribar de Roma a Barcelona a bord d'un avió Hércules de l'exèrcit espanyol, que va aterrar a l'aeroport del Prat el 30 d'octubre d'aquest any.
Està matriculat amb el número 1. Concretament, la seva matrícula és SCV 1 (SCV, sigles de  'Stato de la Città del Vaticano' )
És el successor de l'antiga cadira gestatòria, usada pels papes amb la mateixa finalitat.